# Овсяновка (Николаевская область)
Овсяновка (укр. Вівсянівка) — село в Новобугском районе Николаевской области Украины.
Население по переписи 2001 года составляло 281 человек. Почтовый индекс — 55634. Телефонный код — 5151. Занимает площадь 0,76 км².

## Местный совет
55634, Николаевская обл., Новобугский р-н, с. Баратовка, ул. Советская, 6